# Ute Rohrbeck
Ute Rohrbeck (* 1962 in West-Berlin) ist eine deutsche Schauspielerin, Synchronsprecherin und Hörspielsprecherin. 

## Leben
Ute Rohrbeck ist die ältere Schwester von Oliver Rohrbeck. Durch ihre Mutter Annelie von Kodolitsch (1942–2020), die eine Kinderagentur leitete, war sie seit ihrer Kindheit in Film und Fernsehen tätig. Zu ihren bekanntesten Auftritten zählt die Hauptrolle der Susi Mock in der Jugendserie Peter ist der Boss von 1972. Auch im Film Europa, abends sowie in einer Gastrolle in der Serie Ausgerissen! Was nun? war sie zu sehen.
In der Hörspielserie Fünf Freunde war sie als Anne in den ersten 21 Folgen zu hören und gab 2004 noch einmal einen Gastauftritt in Folge 57 als Trix in dieser Reihe. An den Hörspielen Schwarze Sieben und Die drei ??? In Folge 95 war sie ebenfalls als Sprecherin beteiligt.
Ute Rohrbeck sprach die Rolle der Anne (gespielt von Jennifer Thanisch) auch in der Fernsehserie Fünf Freunde. Des Weiteren war sie in den Filmen Das Mädchen am Ende der Straße, Karlsson auf dem Dach, Teenwolf, Das Kabinett des Schreckens und Die kleine Prinzessin zu hören.
Sie arbeitete unter anderem als Filmausstatterin und Theatermalerin. 1994 zog sie mit ihrer Familie von Hamburg nach Rögnitz in Mecklenburg-Vorpommern. Dort betrieb sie bis 2017 in einem Gutshaus eine Ziegenkäse-Manufaktur namens Kunst und Käse und stellte dort Käse selbst her. Seit einigen Jahren leitet sie den Malsaal des Mecklenburgischen Staatstheaters in Schwerin.

## Hörspiele
- 1978–1983: Folge 1–21 Fünf Freunde (als Anne)
- 1982: Folge 15 TKKG Ufos in Bad Finkenstein (als Petra)
- 2001: Folge 95 Die drei ??? Botschaft von Geisterhand (als Janet Wells)
- 2004: Folge 57 Fünf Freunde und der fliegende Teppich (als Trix)